# 新田貞康
新田 貞康（にった さだやす、生没年不詳）は、旧高家旗本家・新田貞觀の義子（仮当主）。宇土藩士・武藤又右衛門の次男。童名は武藤新造。通称を新八郎。前名は武藤義知。
若い頃には尊王攘夷運動に加わり、天狗党の乱にも参加したと伝えられている。由良新田家との関係がいつから生じたものなのかは不詳である。
その頃、尊王論の高まりとともに南朝の遺臣に対する再評価の動きが強まり、新田氏の子孫と伝えられている岩松家と由良家が、それぞれ自家が新田義貞の嫡流であることを強く主張し争いとなっていた。その争いは明治維新後も続き、岩松家と由良家はともに「新田」への復姓を行って、明治新政府に対して義貞の嫡流としての認定を求めた。当初は江戸時代に高家で維新後も有位士族であった由良系新田家が、無位士族の岩松系新田氏（ともに中大夫席）に対して優位にあり、かつ早くから新田氏の本拠地であった上野国を中心とした関東地方の新田氏ゆかりの家々との関係を強めており、義貞を祀る新田神社創建時には地元の支持を受けて岩松系新田家を排除することに成功した。ところが、貞靖、貞時、貞善・貞觀の由良系新田家当主4代が相次いで亡くなり、貞觀の遺子である幼い貞成（のち義基）だけが残されると、急速に衰退することになる。
そんな最中の明治16年（1883年）、それまで新田氏と全く関係が見いだせなかった武藤義知改め新田貞康が突然、法律上の養子関係を伴わない死蹟相続をしたと称して、新田貞成の後見にあたることになった。「死蹟相続をした」と称した背景には、貞觀が没していることに加え、同年6月に華族の士族・平民との養子縁組を禁じる通達が出され、新田義貞の嫡流として華族に列せられることを目指した由良系新田家にとって養子縁組が不都合であったからだと考えられている。しかし同年8月、岩松系新田家の新田俊純（維新以前は岩松満次郎・岩松俊純）が華族に列せられ男爵となり、貞康は爵位を逃す結果になった。
これに憤った貞康は、在地における支持を背景に岩松系新田家の正統性を否定する主張を行うとともに、貞成が成長した後も新田姓を称し、家伝の文書を編纂した。だが、三上参次ら歴史学者などからも由良系新田家が新田氏の末裔であることを否定する論が出されるなど、状況は不利で、遂に由良系新田家は新田氏の嫡流として爵位を受けることができなかった。なおその後の消息は不明である。
著書に『新田文庫抜粋略伝記』や「新田由良氏系統略記」（5章）がある。